# Quercus vaseyana
Quercus vaseyana — вид рослин з родини букових (Fagaceae); поширений на півдні США й у північній Мексиці.

## Опис
Це може бути невелике вічнозелене або майже вічнозелене дерево до 10 м заввишки, або великий чагарник, який утворює зарості на широких ділянках. Кора лущиться, тонка, борозниста. Гілочки стрункі стають сірими, гладкими, голими. Листки довгасті до ланцетних, шкірясті, 3.5–8 × 1–3 см; основа клиноподібна або тупа; верхівка тупа або гостра; край плоский, товстий, але не загнутий, з 3–5 парами зубів від основи до верхівки; верх темний блискучий зелений, голий або з деякими зірчастими волосками біля основи середньої жилки; низ тьмяний, густо-вовнистий; ніжка зі зірчастими волосками, завдовжки 2–5 см. Квітне навесні. Чоловічі сережки завдовжки 2–3 см, запушені. Жолуді однорічні, майже сидячі або на ніжці 2–3 мм; горіх світло-коричневий, яйцеподібний до довгастого або майже циліндричного, до 12 × 12 мм, гладкий; чашечка блюдцеподібна до чашоподібної, глибиною 3–4 мм × шириною 10 мм, укриває 1/3 горіха, луска червонувато-коричнева, сильно й регулярно горбиста.

## Поширення й екологія
Поширений на півдні США (Техас) і в північній Мексиці (Нуево-Леон, Коауїла, Чихуахуа, Тамауліпас).
Зростає на сухих вапнякових схилах, у лісових масивах, каньйонах, ярах, на сухих відкритих луках, іноді опускаючись на узлісся сухого чагарнику; росте на висотах 1050–2500 м.

## Використання
Олені, вивірки, дикі индички й інші тварини живляться жолудями. Деревина використовується як паливо.

## Загрози
Вразливий до знищення дубових лісів на півночі Мексики. На плато Едвардс загрозами є постійний випас, зміна землекористування та фрагментація середовища існування.